# Pär Nuder

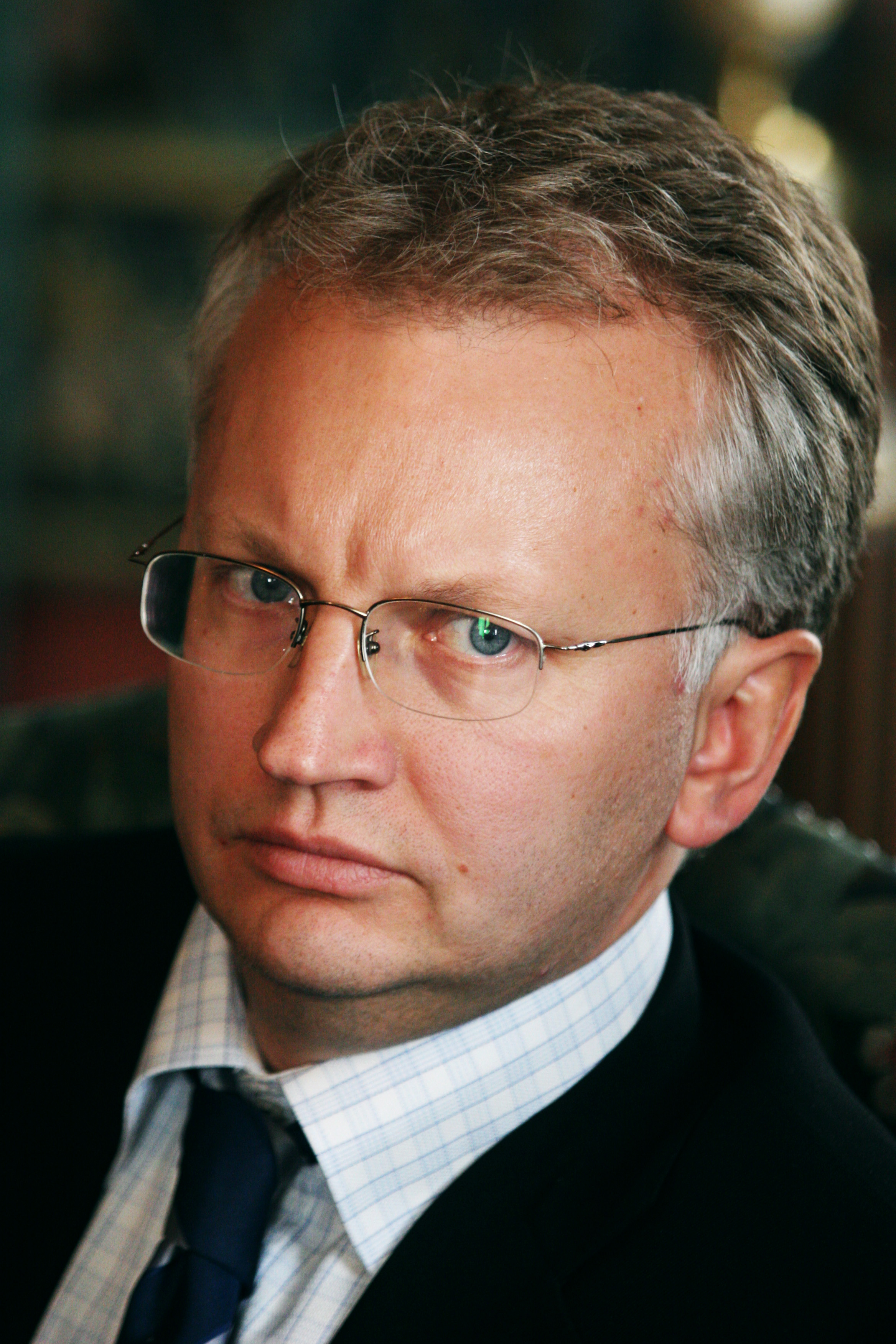
Pär Nuder (2004)

Pär Anders Nuder (* 27. Februar 1963 in Täby) ist ein schwedischer Politiker estnischer Herkunft der Sozialdemokratischen Partei und von 1994 bis 2009 Reichstagsmitglied. Der Jurist war zunächst Chef der Staatskanzlei im Ministerrang. 2002 wurde er Verteidigungsminister und von 2004 bis zur Ablösung der sozialdemokratischen Regierung durch die bürgerliche Allianz-Regierung am 6. Oktober 2006 war er Finanzminister Schwedens.
Er gilt als enger Mitarbeiter und „Strippenzieher“ des abgelösten Ministerpräsidenten Göran Persson und wurde als dessen Nachfolger für die Wahl eines Nachfolgers als Parteivorsitzenden im März 2007 gehandelt. In der Öffentlichkeit wurde er schlagartig bekannt, als er die geburtenstarken Jahrgänge der 1940er-Jahre als „Fleischberg“ bezeichnete.
Nuder ist verheiratet und zweifacher Vater.
| Personendaten    | Personendaten                                                                          |
| ---------------- | -------------------------------------------------------------------------------------- |
| NAME             | Nuder, Pär                                                                             |
| ALTERNATIVNAMEN  | Nuder, Pär Anders (vollständiger Name)                                                 |
| KURZBESCHREIBUNG | schwedischer Politiker, Mitglied des Riksdag, Verteidigungsminister und Finanzminister |
| GEBURTSDATUM     | 27. Februar 1963                                                                       |
| GEBURTSORT       | Täby, Schweden                                                                         |